# A Guerra dos Mundos (1953)
The War of the Worlds (prt/bra: A Guerra dos Mundos) é um filme B estadunidense de ficção científica e terror de 1953, baseado no livro A Guerra dos Mundos, de H. G. Wells. O elenco principal inclui Gene Barry, Ann Robinson, Charles Gemora, Sir Cedric Hardwicke e Les Tremayne.
É a primeira adaptação do livro de H. G. Wells no cinema, após as tentativas frustradas de Cecil B. DeMill em 1925 e Alfred Hitchcock na década de 1930. A direção é de Byron Haskin, o roteiro foi escrito por Barré Lyndon.
O filme estreou em 10 de outubro de 1953 em Portugal, e em 25 de dezembro no Brasil. Aclamado pela crítica e pelo público, tornou-se um título referência nos quesitos efeitos especiais. Arrecadou $4 milhões em todo o mundo.
No seu lançamento o filme trouxe muito pânico as grandes cidades como Berlim, Nova York, São Paulo, Paris e Londres, sendo que previa o apocalipse com invasões de alienígenas
.

## Enredo
A Guerra dos Mundos acompanha a jornada de Dr. Clayton Forrester (Gene Barry) e Sylvia Van Buren (Ann Robinson) em busca da sobrevivência em meio a uma invasão alienígena.

## Elenco

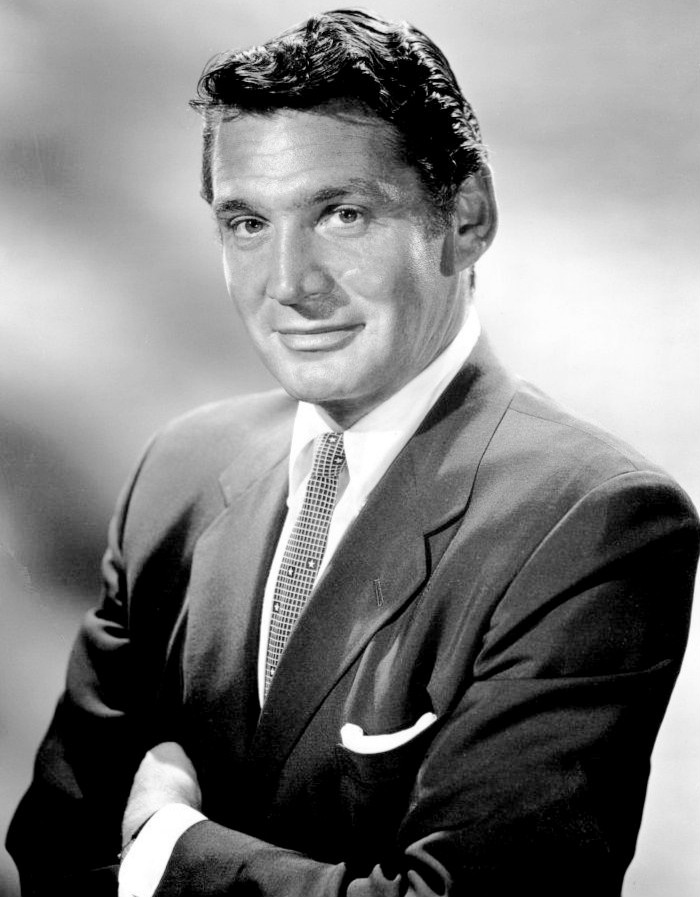
Gene Barry, o Dr. Clayton Forrester.

| Nome                   | Personagem                     |
| ---------------------- | ------------------------------ |
| Gene Barry             | Dr. Clayton Forrester          |
| Ann Robinson           | Sylvia Van Buren               |
| Les Tremayne           | Major Gen. Mann                |
| Robert Cornthwaite     | Dr. Pryor (as Bob Cornthwaite) |
| Sandro Giglio          | Dr. Bilderbeck                 |
| Lewis Martin           | Pastor Dr. Matthew Collins     |
| Houseley Stevenson Jr. | General                        |
| Paul Frees             | Repórter de rádio              |
| William Phipps         | Wash Perry                     |
| Charles Gemora         | Marcianos                      |
| Sir Cedric Hardwicke   | Narrador                       |

## Continuações e derivados

### War of the Worlds, a série
Em 7 de outubro de 1988 estreou a série War of the Worlds, tendo aprovação inicial do público e da crítica.
A série foi criada por Greg Strangis, e é uma extensão da história do filme clássico. Ela teve um pequeno sucesso, principalmente na primeira temporada. Foram produzida apenas duas temporadas, tendo se encerrado em 14 de maio de 1990 com 43 episódios gravados.

### War of the Worlds, filme de 2005
Lançado em 29 de junho de 2005, essa versão foi dirigida por Steven Spielberg, tendo no elenco o ator Tom Cruise. O filme não é uma continuação do clássico, e sim uma nova adaptação do livro de H. G. Wells. A obra possui também algumas referências a versão de 1953, além de Gene Barry e Ann Robinson fazerem uma ponta. Guerra dos Mundos não obteve o mesmo sucesso do primeiro e nem a mesma recepção. Essa versão teve notas menores e não ganhou nenhum Oscar.

## Produção

### Efeitos especiais

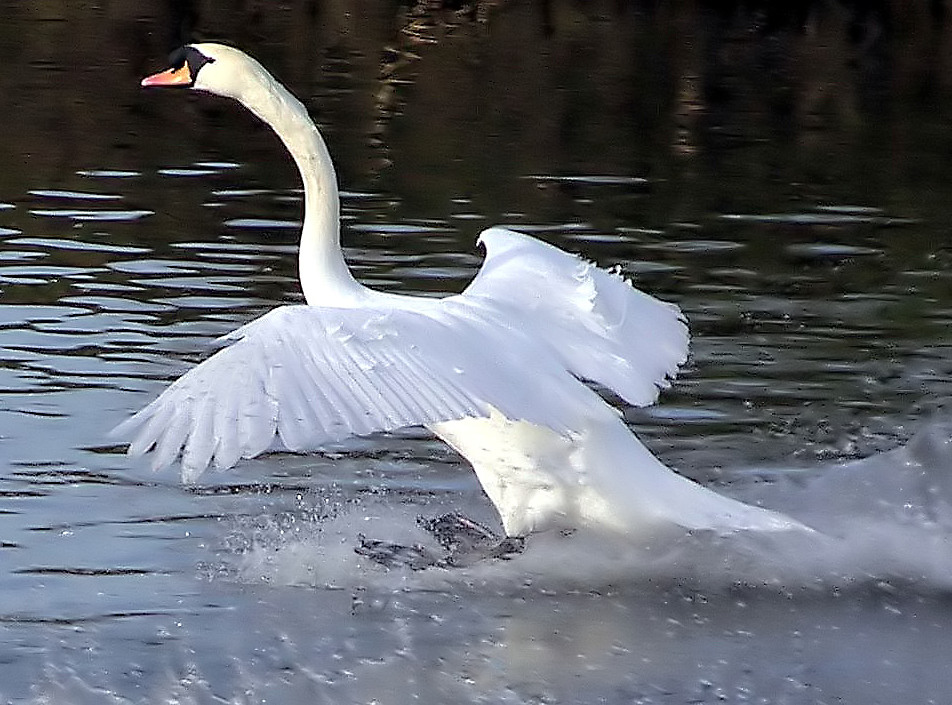
O designer das máquinas marcianas foram inspiradas em um cisne.

The War of the Worlds ganhou o Oscar de melhores efeitos visuais, e mais tarde foi selecionado para a inclusão no National Film Registry da Biblioteca do Congresso. Os membros da equipe queriam evitar o estereótipo de discos voadores: As máquinas marcianas (designer de Al Nozaki) foram feitas para terem uma aparência sinistra, possuindo raios e flutuando sobre o solo. As três máquinas do filme foram feitas de cobre. Em 1964, as plantas da máquina marciana foram reutilizadas no filme Robinson Crusoe em Marte, também dirigido por Byron Haskin.
Cada máquina de Marte foi coberta com um metal pescoço / braço articulado, que culminou com a cobra - com a cabeça, abrigando um único olho eletrônico que funcionava tanto como um periscópio como uma arma. O olho eletrônico também abrigava o raio de calor de Marte, que pulsava faíscas e vigas vermelhas que disparavam, tudo acompanhado por um campo de força e um barulho estridente. O efeito sonoro da arma foi feito por uma orquestra executando uma partitura escrita, principalmente através do uso de violinos e violoncelos. Por muitos anos, esse efeito foi utilizado como um som padrão de armas de raio em programas de televisão de crianças e da série antológica de ficção científica The Outer Limits.

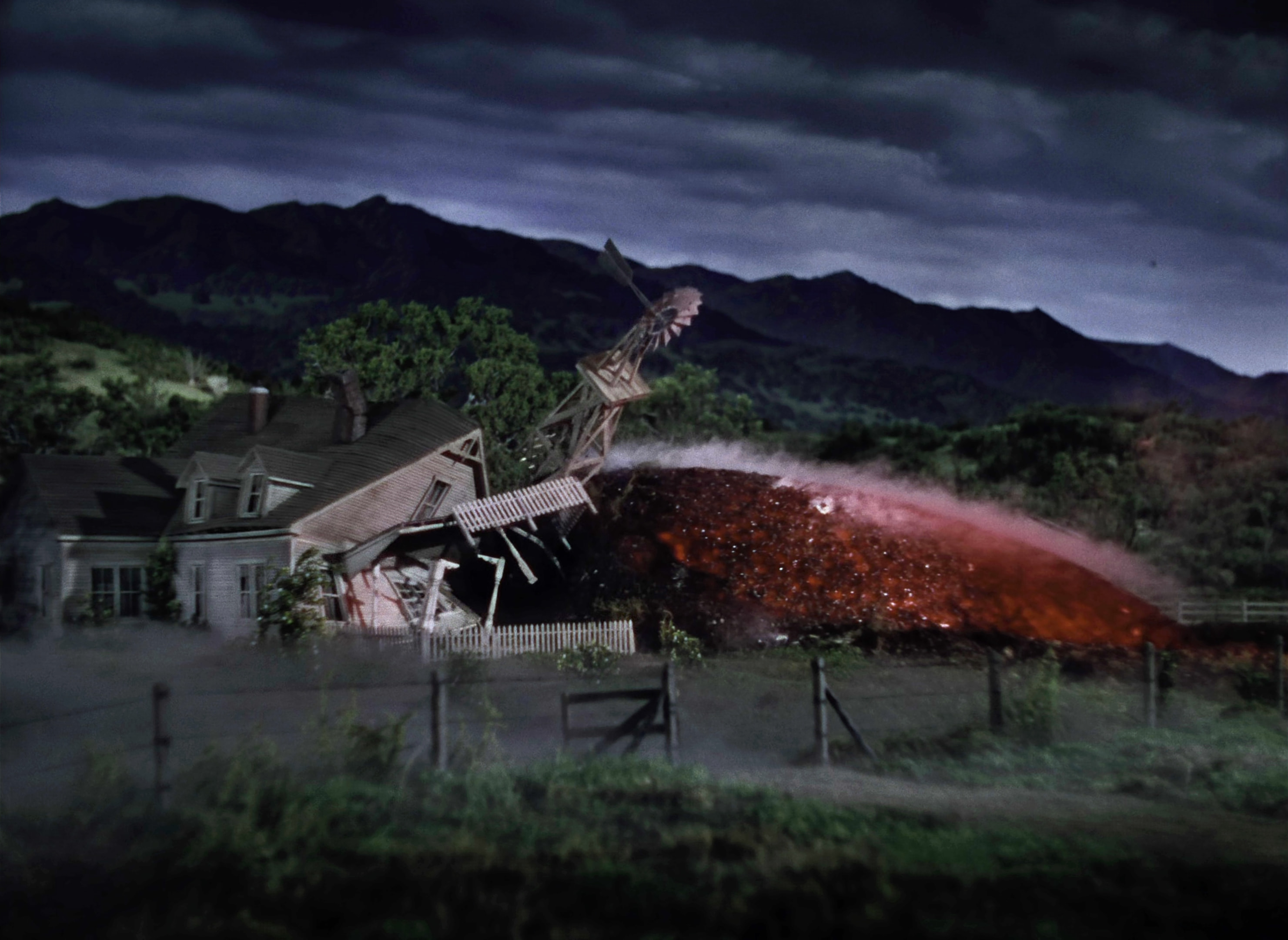
Cena do filme.

As máquinas também disparavam um raio verde pulsante (referido como um feixe esqueleto) das pontas de suas asas, gerando um som característico, também desintegrando os seus objetivos, nomeadamente as pessoas; Está segunda arma substitui a black smoke descrita no romance de Wells. O efeito de som desta arma (martelo batendo em um cabo de alta tensão) foi reutilizado em Star Trek: The Original Series. Outro efeito de som proeminente produzido pela máquina, era um eco sintetizado representando um sonar.
Cada máquina marciana é protegida por um impenetrável campo de força que se assemelha, quando brevemente visível entre as explosões, um frasco claro colocado sobre um manto; ele é cilíndrico e tem um topo hemisférico. Este efeito foi conseguido graças ao uso de pinturas foscas simples em vidro transparente, que foram então fotografadas e combinados com outros efeitos, então foram opticamente impressos em conjunto durante a pós-produção.
Para criar o efeito de desintegração, foram utilizadas 144 pinturas foscas separadas. Os efeitos sonoros dos raios de calor quando queimavam alguém, foram feitas através da mistura de sons de três guitarras elétricas ao contrário. O grito do marciano foi feito a partir do som de uma raspagem de gelo seco somado a um grito de uma mulher ao contrário.

### Música
A trilha sonora presente no filme foi feita por Leith Stevens e Paramount Pictures Studio Orchestra. Em 19 de fevereiro de 2014 foi lançado na internet e em mídia física, o álbum de The War of the Worlds.

## Lançamento

### Exibição
The War of the Worlds teve sua première na cidade de Atlanta e no estado de New Jersey em 29 de julho de 1953. O filme chegara no estado de Nova Iorque em 13 de agosto de 1953. Sua estreia mundial ocorreu em 26 de agosto de 1953.
A Guerra dos Mundos, como ficou conhecido no país, estreou em 25 de dezembro de 1953 nos cinemas brasileiros. Já em Portugal, chegou dois meses antes, em 10 de outubro de 1953. Países como Argentina, Noruega, Turquia, Áustria, Dinamarca e Espanha puderam desfrutar da obra apenas em 1954. Seu último lançamento nos cinemas estadunidenses deu-se em 31 de agosto de 1977 na cidade de São Francisco, Califórnia.
O filme arrecadou aproximadamente 4,4 milhões de dólares e foi um sucesso de crítica e de bilheteria. Ele lucrou 2 milhões de dólares dos distribuidores nacionais (EUA e Canadá), tornando-se o maior hit de ficção científica do ano.

### Classificação indicativa
Em seu país de origem, The War of the Worlds recebeu da Motion Picture Association of America (MPAA) uma classificação PG na televisão por conter "situações adultas, violência leve e cenas intensas e assustadoras". Porém, na reverificação feita anos mais tarde, a MPAA deu uma classificação G para o filme. Assim, tornou-se livre para todos os públicos. O portal CommonSenseMedia não manteve a idade prevista pela MPAA, recomendando o filme para maiores de 14 anos. Por outro lado, pais usuários do site o recomendaram para maiores de 10 anos, e crianças colocaram 9 anos. No Brasil, todos os seus lançamentos em DVD, o filme recebeu a classificação "livre para todos os públicos" e NTSC (+4 anos) de acordo com o Departamento de Justiça, Classificação, Títulos e Qualificação (DEJUS). Por outro lado, em sua exibição no Telecine Cult e no próprio site do canal, The War of the Worlds recebeu uma tarja de "imprópria para menores de 12 anos". Tal classificação foi atribuída devido à presença de "situações adultas, violência leve e cenas intensas e assustadoras". O site Omelete recomendou o filme para maiores de 18 anos. A causa da classificação é o filme feito por Steven Spielberg, que teve a mesma indicação no país.

### Home video
The War of the Worlds possui várias versões em VHS e DVD. Seu lançamento em VHS e Laserdisc ocorreu em 1994. O site All Movie possui em seus cadastros algumas versões lançadas em DVD. As primeiras versões cadastradas no site são datas de 29 de abril de 1999, uma delas contém extras, e ambas possui os idiomas inglês e francês. Existe também uma edição de 4 de setembro de 2000 contendo um trailer e os idiomas inglês, francês, italiano e alemão. Em 2005 foram lançadas 4 versões diferentes. Duas edições chegaram as lojas em 2007. A última versão registrada é de 1 de janeiro de 2013.

## Crítica
"A Guerra dos Mundos (livro) é um texto complexo, aberto a uma série de leituras. O filme de George Pal baseado nele, A Guerra dos Mundos, no entanto, é bastante simples em sua sensação. A América dos anos 50 é destruída por potentes máquinas de guerra que, neste caso, vieram do espaço, mas que representa claramente o poderio da União Soviética...O filme de George Pal é eficiente e não muito interessante, mas, como um romance, na verdade é sobre algo. É também, visivelmente, mais parte do futuro gênero guerra do que o romance de Wells - é um aviso sobre despreparo e as suas consequências terríveis".

— Roz Kaveney
The War of the Worlds foi amplamente considerado como um dos melhores filmes de ficção científica pela imprensa norte-americana; recebeu enormes elogios, principalmente pelos seus efeitos especiais, mixagem de som e edição. A Variety escreveu, "um dos melhores sucessos de Hollywood ao gênero de ficção científica do seu tempo". Armond White do The New York Times observou: "[O filme] é uma forma imaginativa concebendo, uma aventura profissional que faz excelente uso do Technicolor, efeitos especiais feitos por uma equipe de especialistas, e os fundos desenhados de forma impressionante...O diretor Byron Haskin, trabalhou a partir de um roteiro apertado de Barré Lyndon, fez está excursão de suspense rápido, e, na ocasião, devidamente arrepiante".
A crítica feita pela Variety, disse que "o grupo de efeitos especiais liderado por Gordon Jennings solta um reinado de terror na tela, de defesa fútil, cidades destruídas, paisagens carbonizados e pessoas reduzidas a cinzas por armas dos invasores"; Gene Barry e Ann Robinson foram elogiados "ambos são bons".
O filme tem 85% de aprovação dos críticos no Rotten Tomatoes. O consenso é esse: "A Guerra dos Mundos mantém um poder enervante, atualizando o clássico conto sci-fi de H.G. Wells para a era da Guerra Fria e com alguns dos melhores efeitos especiais de qualquer filme dos anos 1950".
O filme foi considerado culturalmente, historicamente ou esteticamente significante em 2011 pela Biblioteca do Congresso dos Estados Unidos, e foi selecionado para preservação no National Film Registry. A Secretaria assinalou o lançamento do filme, durante os primeiros anos da Guerra Fria e como ele usou "a paranoia apocalíptica da era atômica". A Secretaria também citou os efeitos especiais de cinema, que em seu lançamento eram chamados "de gelar a alma, hackle de fundos, e não para os fracos de coração."

## Prêmios
The War of the Worlds foi indicado a três Oscars: Melhores Efeitos Especiais, Melhor Edição, e Melhor Mixagem de Som. Saiu vencedor em apenas uma categoria, Melhores Efeitos Especiais. O filme também ganhou o Prêmio Hugo de Melhor Apresentação Dramática, em 2004 (referente a 1954).
Entrou para o Hall da Fama da Academy of Science Fiction, Fantasy & Horror Films em 1978 e venceu o Motion Picture Sound Editors 1954 na categoria de Melhor Edição de Som.
| Premiação                                               | Categoria                                                        | Resultado | Ref.   |
| ------------------------------------------------------- | ---------------------------------------------------------------- | --------- | ------ |
| Oscar 1954                                              | Melhores Efeitos Especiais                                       | Vencedor  | [ 22 ] |
| Oscar 1954                                              | Melhor Mixagem de Som                                            | Indicado  | [ 22 ] |
| Oscar 1954                                              | Melhor Edição                                                    | Indicado  | [ 22 ] |
| Academy of Science Fiction, Fantasy & Horror Films 1978 | Hall da Fama: George Pal & "A Guerra dos Mundos" 25º Aniversário | Vencedor  |        |
| Prêmio Hugo 1954                                        | Melhor Apresentação Dramática                                    | Vencedor  |        |
| Motion Picture Sound Editors 1954                       | Melhor Edição de Som                                             | Vencedor  |        |
| National Film Registry 2011                             | Narrativa                                                        | Vencedor  |        |